# ممفیس دپای
ممفیس دپای (هلندی: Memphis Depay؛ زادهٔ ۱۳ فوریه ۱۹۹۴) بازیکن فوتبال اهل هلند است که در پست مهاجم برای باشگاه کورینتیانس در سری آ برزیل و تیم ملی فوتبال هلند بازی می‌کند.

## حرفه
دپای در جام جهانی ۲۰۱۴ برزیل در تیم ملی هلند که هدایتش را لوئیز فن‌خال عهده‌دار بود عضویت داشت و دو گل برای این تیم به ثمر رساند تا جوانترین گلزن هلندی‌ها در این رقابت‌ها لقب بگیرد. ممفیس تا ۲۱ سالگی در ۱۲۲ بازی که برای پی‌اس‌وی آیندهوون به میدان رفت ۴۹ گل به ثمر رساند.
او در فصل ۲۰۱۴–۲۰۱۵ به عنوان بهترین بازیکن جوان لیگ فوتبال هلند انتخاب شد و جایزه یوهان کرویف را از آن خود کرد. وی با زدن ۲۲ گل و ارسال ۵ پاس گل از ارکان اصلی قهرمانی آیندهوون در این فصل بود و آقای گل فصل نیز شد.
دپای در تابستان سال ۲۰۲۱ به عنوان بازیکن آزاد قرارداد دوساله ای را تا سال ۲۰۲۳ با بارسلونا امضا کرد.
او در ۲۰ ژانویه ۲۰۲۳ با قراردادی دو و نیم ساله به اتلتیکو مادرید پیوست. وی در ۲۲ مه ۲۰۲۴ از اتلتیکو مادرید جدا شد.

## آمار ملی

### بازی‌های ملی
تا تاریخ ۷ ژوئن ۲۰۲۵
| هلند  | هلند | هلند | هلند   |
| سال   | بازی | گل   | پاس گل |
| ----- | ---- | ---- | ------ |
| ۲۰۱۳  | ۵    | ۰    | ۰      |
| ۲۰۱۴  | ۱۰   | ۲    | ۱      |
| ۲۰۱۵  | ۸    | ۱    | ۱      |
| ۲۰۱۶  | ۶    | ۲    | ۲      |
| ۲۰۱۷  | ۷    | ۳    | ۳      |
| ۲۰۱۸  | ۱۰   | ۵    | ۲      |
| ۲۰۱۹  | ۸    | ۶    | ۱۰     |
| ۲۰۲۰  | ۷    | ۲    | ۱      |
| ۲۰۲۱  | ۱۶   | ۱۷   | ۸      |
| ۲۰۲۲  | ۱۱   | ۵    | ۱      |
| ۲۰۲۳  | ۲    | ۱    | ۰      |
| ۲۰۲۴  | ۱۰   | ۲    | -      |
| ۲۰۲۵  | ۳    | ۲    | -      |
| مجموع | ۱۰۱  | ۴۸   | ۲۹     |

### گل‌های ملی
| شماره | تاریخ          | میزبان      | بازی ملی | حریف         | نتیجه | رقابت                         |
| ----- | -------------- | ----------- | -------- | ------------ | ----- | ----------------------------- |
| ۱     | ۱۸ ژوئن ۲۰۱۴   | پورتو آلگری | ۷        | استرالیا     | ۳–۲   | جام جهانی ۲۰۱۴ برزیل          |
| ۲     | ۲۳ ژوئن ۲۰۱۴   | سائوپائولو  | ۸        | شیلی         | ۲–۰   | جام جهانی ۲۰۱۴ برزیل          |
| ۳     | ۵ ژوئن ۲۰۱۵    | آمستردام    | ۱۶       | آمریکا       | ۳–۴   | دوستانه                       |
| ۴     | ۱۳ ژوئن ۲۰۱۶   | لوکزامبورگ  | ۲۷       | لوکزامبورگ   | ۳–۱   | مقدماتی جام جهانی ۲۰۱۸        |
| ۵     | ۱۳ ژوئن ۲۰۱۶   | لوکزامبورگ  | ۲۷       | لوکزامبورگ   | ۳–۱   | مقدماتی جام جهانی ۲۰۱۸        |
| ۶     | ۷ اکتبر ۲۰۱۷   | باریساو     | ۳۲       | بلاروس       | ۳–۱   | مقدماتی جام جهانی ۲۰۱۸        |
| ۷     | ۹ نوامبر ۲۰۱۷  | ابردین      | ۳۳       | اسکاتلند     | ۱–۰   | دوستانه                       |
| ۸     | ۱۴ نوامبر ۲۰۱۷ | بخارست      | ۳۴       | رومانی       | ۳–۰   | دوستانه                       |
| ۹     | ۲۶ مارس ۲۰۱۸   | ژنو         | ۳۶       | پرتغال       | ۳–۰   | دوستانه                       |
| ۱۰    | ۶ سپتامبر ۲۰۱۸ | آمستردام    | ۳۹       | پرو          | ۲–۱   | دوستانه                       |
| ۱۱    | ۶ سپتامبر ۲۰۱۸ | آمستردام    | ۳۹       | پرو          | ۲–۱   | دوستانه                       |
| ۱۲    | ۱۳ اکتبر ۲۰۱۸  | آمستردام    | ۴۱       | آلمان        | ۳–۰   | لیگ ملت‌های اروپا ۱۹–۲۰۱۸      |
| ۱۳    | ۱۶ نوامبر ۲۰۱۸ | روتردام     | ۴۳       | فرانسه       | ۲–۰   | لیگ ملت‌های اروپا ۱۹–۲۰۱۸      |
| ۱۴    | ۲۱ مارس ۲۰۱۹   | روتردام     | ۴۵       | بلاروس       | ۴–۰   | مقدماتی جام ملت‌های اروپا ۲۰۲۰ |
| ۱۵    | ۲۱ مارس ۲۰۱۹   | روتردام     | ۴۵       | بلاروس       | ۴–۰   | مقدماتی جام ملت‌های اروپا ۲۰۲۰ |
| ۱۶    | ۲۴ مارس ۲۰۱۹   | آمستردام    | ۴۶       | آلمان        | ۲–۳   | مقدماتی جام ملت‌های اروپا ۲۰۲۰ |
| ۱۷    | ۹ سپتامبر ۲۰۱۹ | تالین       | ۵۰       | استونی       | ۴–۰   | مقدماتی جام ملت‌های اروپا ۲۰۲۰ |
| ۱۸    | ۱۰ اکتبر ۲۰۱۹  | روتردام     | ۵۱       | ایرلند شمالی | ۳–۱   | مقدماتی جام ملت‌های اروپا ۲۰۲۰ |
| ۱۹    | ۱۰ اکتبر ۲۰۱۹  | روتردام     | ۵۱       | ایرلند شمالی | ۳–۱   | مقدماتی جام ملت‌های اروپا ۲۰۲۰ |
| ۲۰    | ۱۵ نوامبر ۲۰۲۰ | آمستردام    | ۵۸       | بوسنی        | ۳–۱   | لیگ ملت‌های اروپا ۲۱–۲۰۲۰      |
| ۲۱    | ۱۸ نوامبر ۲۰۲۰ | خوژوف       | ۵۹       | لهستان       | ۲–۱   | لیگ ملت‌های اروپا ۲۱–۲۰۲۰      |
| ۲۲    | ۳۰ مارس ۲۰۲۱   | جبل الطارق  | ۶۲       | جبل طارق     | ۷–۰   | مقدماتی جام جهانی ۲۰۲۲        |
| ۲۳    | ۳۰ مارس ۲۰۲۱   | جبل الطارق  | ۶۲       | جبل طارق     | ۷–۰   | مقدماتی جام جهانی ۲۰۲۲        |
| ۲۴    | ۲ ژوئن ۲۰۲۱    | فارو        | ۶۳       | اسکاتلند     | ۲–۲   | دوستانه                       |
| ۲۵    | ۲ ژوئن ۲۰۲۱    | فارو        | ۶۳       | اسکاتلند     | ۲–۲   | دوستانه                       |
| ۲۶    | ۶ ژوئن ۲۰۲۱    | انسخده      | ۶۴       | گرجستان      | ۳–۰   | دوستانه                       |
| ۲۷    | ۱۷ ژوئن ۲۰۲۱   | آمستردام    | ۶۶       | اتریش        | ۲–۰   | جام ملت‌های اروپا ۲۰۲۰         |
| ۲۸    | ۲۱ ژوئن ۲۰۲۱   | آمستردام    | ۶۷       | مقدونیه      | ۳–۰   | جام ملت‌های اروپا ۲۰۲۰         |
| ۲۹    | ۴ سپتامبر ۲۰۲۱ | آیندهوون    | ۷۰       | مونته‌نگرو    | ۴–۰   | مقدماتی جام جهانی ۲۰۲۲        |
| ۳۰    | ۴ سپتامبر ۲۰۲۱ | آیندهوون    | ۷۰       | مونته‌نگرو    | ۴–۰   | مقدماتی جام جهانی ۲۰۲۲        |
| ۳۱    | ۷ سپتامبر ۲۰۲۱ | آمستردام    | ۷۱       | ترکیه        | ۶–۱   | مقدماتی جام جهانی ۲۰۲۲        |
| ۳۲    | ۷ سپتامبر ۲۰۲۱ | آمستردام    | ۷۱       | ترکیه        | ۶–۱   | مقدماتی جام جهانی ۲۰۲۲        |
| ۳۳    | ۷ سپتامبر ۲۰۲۱ | آمستردام    | ۷۱       | ترکیه        | ۶–۱   | مقدماتی جام جهانی ۲۰۲۲        |
| ۳۴    | ۱۱ اکتبر ۲۰۲۱  | روتردام     | ۷۳       | جبل طارق     | ۶–۰   | مقدماتی جام جهانی ۲۰۲۲        |
| ۳۵    | ۱۱ اکتبر ۲۰۲۱  | روتردام     | ۷۳       | جبل طارق     | ۶–۰   | مقدماتی جام جهانی ۲۰۲۲        |
| ۳۶    | ۱۳ نوامبر ۲۰۲۱ | پودگوریتسا  | ۷۴       | مونته‌نگرو    | ۲–۲   | مقدماتی جام جهانی ۲۰۲۲        |
| ۳۷    | ۱۳ نوامبر ۲۰۲۱ | پودگوریتسا  | ۷۴       | مونته‌نگرو    | ۲–۲   | مقدماتی جام جهانی ۲۰۲۲        |
| ۳۸    | ۱۶ نوامبر ۲۰۲۱ | روتردام     | ۷۵       | نروژ         | ۲–۰   | مقدماتی جام جهانی ۲۰۲۲        |
| ۳۹    | ۲۶ مارس ۲۰۲۲   | آمستردام    | ۷۶       | دانمارک      | ۴–۲   | دوستانه                       |
| ۴۰    | ۳ ژوئن ۲۰۲۲    | بروکسل      | ۷۸       | بلژیک        | ۴–۱   | لیگ ملت‌های اروپا ۲۳–۲۰۲۲      |
| ۴۱    | ۳ ژوئن ۲۰۲۲    | بروکسل      | ۷۸       | بلژیک        | ۴–۱   | لیگ ملت‌های اروپا ۲۳–۲۰۲۲      |
| ۴۲    | ۱۴ ژوئن ۲۰۲۲   | روتردام     | ۸۰       | ولز          | ۳–۲   | لیگ ملت‌های اروپا ۲۳–۲۰۲۲      |
| ۴۳    | ۳ دسامبر ۲۰۲۲  | الریان      | ۸۵       | آمریکا       | ۳–۱   | جام جهانی ۲۰۲۲ قطر            |
| ۴۴    | ۲۷ مارس ۲۰۲۳   | روتردام     | ۸۸       | جبل طارق     | ۳–۰   | مقدماتی جام ملت‌های اروپا ۲۰۲۴ |

## افتخارات

### تیمی
پی‌اس‌وی آیندهوون
- جام حذفی فوتبال هلند ۲۰۱۲–۲۰۱۱
- سوپرکاپ فوتبال هلند ۲۰۱۳
- لیگ برتر فوتبال هلند ۲۰۱۵–۲۰۱۴

منچستر یونایتد
- جام حذفی فوتبال انگلستان ۲۰۱۶–۲۰۱۵
- لیگ اروپا ۲۰۱۷–۲۰۱۶
- جام اتحادیه باشگاه‌های انگلستان ۲۰۱۷–۲۰۱۶

### ملی
هلند
- قهرمان مسابقات قهرمانی زیر ۱۷ سال اروپا در سال ۲۰۱۱
- جام جهانی فوتبال ۲۰۱۴ عنوان سوم

### فردی

#### پی‌اس‌وی آیندهوون
- آقای گل لیگ برتر فوتبال هلند در سال ۲۰۱۵_۲۰۱۴
- بهترین بازیکن جوان لیگ برتر فوتبال هلند در سال ۲۰۱۵_۲۰۱۴

## حرفه
دپای در جام جهانی ۲۰۱۴ برزیل در تیم ملی هلند که هدایتش را لوئیز فن‌خال عهده‌دار بود عضویت داشت و دو گل برای این تیم به ثمر رساند تا جوانترین گلزن هلندی‌ها در این رقابت‌ها لقب بگیرد. ممفیس تا ۲۱ سالگی در ۱۲۲ بازی که برای پی‌اس‌وی آیندهوون به میدان رفت ۴۹ گل به ثمر رساند.
او در فصل ۲۰۱۴–۲۰۱۵ به عنوان بهترین بازیکن جوان لیگ فوتبال هلند انتخاب شد و جایزه یوهان کرویف را از آن خود کرد. وی با زدن ۲۲ گل و ارسال ۵ پاس گل از ارکان اصلی قهرمانی آیندهوون در این فصل بود و آقای گل فصل نیز شد.
دپای در تابستان سال ۲۰۲۱ به عنوان بازیکن آزاد قرارداد دوساله ای را تا سال ۲۰۲۳ با بارسلونا امضا کرد.
او در ۲۰ ژانویه ۲۰۲۳ با قراردادی دو و نیم ساله به اتلتیکو مادرید پیوست. وی در ۲۲ مه ۲۰۲۴ از اتلتیکو مادرید جدا شد.

## آمار ملی

### بازی‌های ملی
تا تاریخ ۲۷ مارس ۲۰۲۳
| هلند  | هلند | هلند | هلند   |
| سال   | بازی | گل   | پاس گل |
| ----- | ---- | ---- | ------ |
| ۲۰۱۳  | ۳    | ۰    | ۰      |
| ۲۰۱۴  | ۱۰   | ۲    | ۱      |
| ۲۰۱۵  | ۸    | ۱    | ۱      |
| ۲۰۱۶  | ۶    | ۲    | ۲      |
| ۲۰۱۷  | ۷    | ۳    | ۳      |
| ۲۰۱۸  | ۱۰   | ۵    | ۲      |
| ۲۰۱۹  | ۸    | ۶    | ۱۰     |
| ۲۰۲۰  | ۷    | ۲    | ۱      |
| ۲۰۲۱  | ۱۶   | ۱۷   | ۸      |
| ۲۰۲۲  | ۱۱   | ۵    | ۱      |
| ۲۰۲۳  | ۲    | ۱    | ۰      |
| مجموع | ۸۸   | ۴۴   | ۲۹     |

### گل‌های ملی
| شماره | تاریخ          | میزبان      | بازی ملی | حریف         | نتیجه | رقابت                         |
| ----- | -------------- | ----------- | -------- | ------------ | ----- | ----------------------------- |
| ۱     | ۱۸ ژوئن ۲۰۱۴   | پورتو آلگری | ۷        | استرالیا     | ۳–۲   | جام جهانی ۲۰۱۴ برزیل          |
| ۲     | ۲۳ ژوئن ۲۰۱۴   | سائوپائولو  | ۸        | شیلی         | ۲–۰   | جام جهانی ۲۰۱۴ برزیل          |
| ۳     | ۵ ژوئن ۲۰۱۵    | آمستردام    | ۱۶       | آمریکا       | ۳–۴   | دوستانه                       |
| ۴     | ۱۳ ژوئن ۲۰۱۶   | لوکزامبورگ  | ۲۷       | لوکزامبورگ   | ۳–۱   | مقدماتی جام جهانی ۲۰۱۸        |
| ۵     | ۱۳ ژوئن ۲۰۱۶   | لوکزامبورگ  | ۲۷       | لوکزامبورگ   | ۳–۱   | مقدماتی جام جهانی ۲۰۱۸        |
| ۶     | ۷ اکتبر ۲۰۱۷   | باریساو     | ۳۲       | بلاروس       | ۳–۱   | مقدماتی جام جهانی ۲۰۱۸        |
| ۷     | ۹ نوامبر ۲۰۱۷  | ابردین      | ۳۳       | اسکاتلند     | ۱–۰   | دوستانه                       |
| ۸     | ۱۴ نوامبر ۲۰۱۷ | بخارست      | ۳۴       | رومانی       | ۳–۰   | دوستانه                       |
| ۹     | ۲۶ مارس ۲۰۱۸   | ژنو         | ۳۶       | پرتغال       | ۳–۰   | دوستانه                       |
| ۱۰    | ۶ سپتامبر ۲۰۱۸ | آمستردام    | ۳۹       | پرو          | ۲–۱   | دوستانه                       |
| ۱۱    | ۶ سپتامبر ۲۰۱۸ | آمستردام    | ۳۹       | پرو          | ۲–۱   | دوستانه                       |
| ۱۲    | ۱۳ اکتبر ۲۰۱۸  | آمستردام    | ۴۱       | آلمان        | ۳–۰   | لیگ ملت‌های اروپا ۱۹–۲۰۱۸      |
| ۱۳    | ۱۶ نوامبر ۲۰۱۸ | روتردام     | ۴۳       | فرانسه       | ۲–۰   | لیگ ملت‌های اروپا ۱۹–۲۰۱۸      |
| ۱۴    | ۲۱ مارس ۲۰۱۹   | روتردام     | ۴۵       | بلاروس       | ۴–۰   | مقدماتی جام ملت‌های اروپا ۲۰۲۰ |
| ۱۵    | ۲۱ مارس ۲۰۱۹   | روتردام     | ۴۵       | بلاروس       | ۴–۰   | مقدماتی جام ملت‌های اروپا ۲۰۲۰ |
| ۱۶    | ۲۴ مارس ۲۰۱۹   | آمستردام    | ۴۶       | آلمان        | ۲–۳   | مقدماتی جام ملت‌های اروپا ۲۰۲۰ |
| ۱۷    | ۹ سپتامبر ۲۰۱۹ | تالین       | ۵۰       | استونی       | ۴–۰   | مقدماتی جام ملت‌های اروپا ۲۰۲۰ |
| ۱۸    | ۱۰ اکتبر ۲۰۱۹  | روتردام     | ۵۱       | ایرلند شمالی | ۳–۱   | مقدماتی جام ملت‌های اروپا ۲۰۲۰ |
| ۱۹    | ۱۰ اکتبر ۲۰۱۹  | روتردام     | ۵۱       | ایرلند شمالی | ۳–۱   | مقدماتی جام ملت‌های اروپا ۲۰۲۰ |
| ۲۰    | ۱۵ نوامبر ۲۰۲۰ | آمستردام    | ۵۸       | بوسنی        | ۳–۱   | لیگ ملت‌های اروپا ۲۱–۲۰۲۰      |
| ۲۱    | ۱۸ نوامبر ۲۰۲۰ | خوژوف       | ۵۹       | لهستان       | ۲–۱   | لیگ ملت‌های اروپا ۲۱–۲۰۲۰      |
| ۲۲    | ۳۰ مارس ۲۰۲۱   | جبل الطارق  | ۶۲       | جبل طارق     | ۷–۰   | مقدماتی جام جهانی ۲۰۲۲        |
| ۲۳    | ۳۰ مارس ۲۰۲۱   | جبل الطارق  | ۶۲       | جبل طارق     | ۷–۰   | مقدماتی جام جهانی ۲۰۲۲        |
| ۲۴    | ۲ ژوئن ۲۰۲۱    | فارو        | ۶۳       | اسکاتلند     | ۲–۲   | دوستانه                       |
| ۲۵    | ۲ ژوئن ۲۰۲۱    | فارو        | ۶۳       | اسکاتلند     | ۲–۲   | دوستانه                       |
| ۲۶    | ۶ ژوئن ۲۰۲۱    | انسخده      | ۶۴       | گرجستان      | ۳–۰   | دوستانه                       |
| ۲۷    | ۱۷ ژوئن ۲۰۲۱   | آمستردام    | ۶۶       | اتریش        | ۲–۰   | جام ملت‌های اروپا ۲۰۲۰         |
| ۲۸    | ۲۱ ژوئن ۲۰۲۱   | آمستردام    | ۶۷       | مقدونیه      | ۳–۰   | جام ملت‌های اروپا ۲۰۲۰         |
| ۲۹    | ۴ سپتامبر ۲۰۲۱ | آیندهوون    | ۷۰       | مونته‌نگرو    | ۴–۰   | مقدماتی جام جهانی ۲۰۲۲        |
| ۳۰    | ۴ سپتامبر ۲۰۲۱ | آیندهوون    | ۷۰       | مونته‌نگرو    | ۴–۰   | مقدماتی جام جهانی ۲۰۲۲        |
| ۳۱    | ۷ سپتامبر ۲۰۲۱ | آمستردام    | ۷۱       | ترکیه        | ۶–۱   | مقدماتی جام جهانی ۲۰۲۲        |
| ۳۲    | ۷ سپتامبر ۲۰۲۱ | آمستردام    | ۷۱       | ترکیه        | ۶–۱   | مقدماتی جام جهانی ۲۰۲۲        |
| ۳۳    | ۷ سپتامبر ۲۰۲۱ | آمستردام    | ۷۱       | ترکیه        | ۶–۱   | مقدماتی جام جهانی ۲۰۲۲        |
| ۳۴    | ۱۱ اکتبر ۲۰۲۱  | روتردام     | ۷۳       | جبل طارق     | ۶–۰   | مقدماتی جام جهانی ۲۰۲۲        |
| ۳۵    | ۱۱ اکتبر ۲۰۲۱  | روتردام     | ۷۳       | جبل طارق     | ۶–۰   | مقدماتی جام جهانی ۲۰۲۲        |
| ۳۶    | ۱۳ نوامبر ۲۰۲۱ | پودگوریتسا  | ۷۴       | مونته‌نگرو    | ۲–۲   | مقدماتی جام جهانی ۲۰۲۲        |
| ۳۷    | ۱۳ نوامبر ۲۰۲۱ | پودگوریتسا  | ۷۴       | مونته‌نگرو    | ۲–۲   | مقدماتی جام جهانی ۲۰۲۲        |
| ۳۸    | ۱۶ نوامبر ۲۰۲۱ | روتردام     | ۷۵       | نروژ         | ۲–۰   | مقدماتی جام جهانی ۲۰۲۲        |
| ۳۹    | ۲۶ مارس ۲۰۲۲   | آمستردام    | ۷۶       | دانمارک      | ۴–۲   | دوستانه                       |
| ۴۰    | ۳ ژوئن ۲۰۲۲    | بروکسل      | ۷۸       | بلژیک        | ۴–۱   | لیگ ملت‌های اروپا ۲۳–۲۰۲۲      |
| ۴۱    | ۳ ژوئن ۲۰۲۲    | بروکسل      | ۷۸       | بلژیک        | ۴–۱   | لیگ ملت‌های اروپا ۲۳–۲۰۲۲      |
| ۴۲    | ۱۴ ژوئن ۲۰۲۲   | روتردام     | ۸۰       | ولز          | ۳–۲   | لیگ ملت‌های اروپا ۲۳–۲۰۲۲      |
| ۴۳    | ۳ دسامبر ۲۰۲۲  | الریان      | ۸۵       | آمریکا       | ۳–۱   | جام جهانی ۲۰۲۲ قطر            |
| ۴۴    | ۲۷ مارس ۲۰۲۳   | روتردام     | ۸۸       | جبل طارق     | ۳–۰   | مقدماتی جام ملت‌های اروپا ۲۰۲۴ |

## افتخارات

### تیمی
پی‌اس‌وی آیندهوون
- جام حذفی فوتبال هلند ۲۰۱۲–۲۰۱۱
- سوپرکاپ فوتبال هلند ۲۰۱۳
- لیگ برتر فوتبال هلند ۲۰۱۵–۲۰۱۴

منچستر یونایتد
- جام حذفی فوتبال انگلستان ۲۰۱۶–۲۰۱۵
- لیگ اروپا ۲۰۱۷–۲۰۱۶
- جام اتحادیه باشگاه‌های انگلستان ۲۰۱۷–۲۰۱۶

### ملی
هلند
- قهرمان مسابقات قهرمانی زیر ۱۷ سال اروپا در سال ۲۰۱۱
- جام جهانی فوتبال ۲۰۱۴ عنوان سوم

### فردی

#### پی‌اس‌وی آیندهوون
- آقای گل لیگ برتر فوتبال هلند در سال ۲۰۱۵_۲۰۱۴
- بهترین بازیکن جوان لیگ برتر فوتبال هلند در سال ۲۰۱۵_۲۰۱۴